# Baszta przy ul. Podmurnej 30 w Toruniu
Baszta przy ul. Podmurnej 30 w Toruniu – jedna z dziewięciu zachowanych do dziś baszt obronnych w ciągu murów miejskich w Toruniu. Została zbudowana pod koniec XIII wieku, wraz z murem obronnym. Jest zbudowana na planie czworoboku. Jak większość baszt toruńskich była otwarta od strony miasta, przez co nie miała czwartej ściany (dobudowanej w XV wieku). W XIX wieku baszta służyła jako spichrz. Na przełomie XIX i XX wieku budynek adaptowano na cele mieszkalne.